# Era posterior a la Guerra Fría

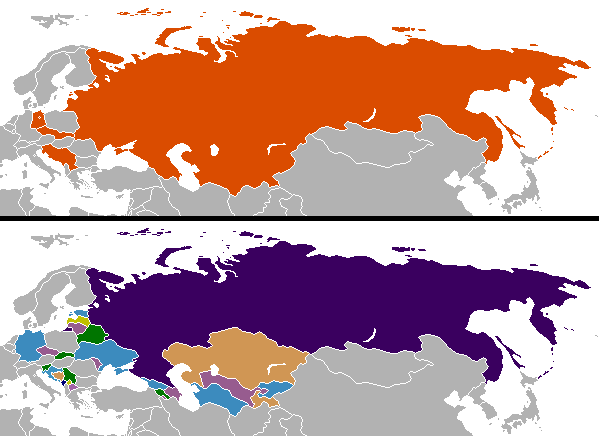
El mapa de arriba muestra los cambios fronterizos en el contexto de la Posguerra Fría. Destaca la disolución de la Unión Soviética en 1991, junto con la desintegración de Yugoslavia y Checoslovaquia, los cuales provocaron grandes cambios en las fronteras de Europa del Este. Países como Estonia, Ucrania, Croacia, Bosnia y Herzegovina, y Eslovaquia emergieron como naciones independientes. Además, Alemania se reunificó.

La Posguerra fría comenzó tras el colapso definitivo de la Unión Soviética el 25 de diciembre de 1991. La Guerra Fría, más una confrontación ideológica y geopolítica que un conflicto bélico directo, estuvo marcada por tensiones globales y guerras indirectas. Aunque algunos académicos señalan momentos clave como el Tratado INF de 1987 o las Revoluciones de 1989 como el fin simbólico de la Guerra Fría, la disolución de la URSS en 1991 es considerada su conclusión definitiva. Este cierre del ciclo representó la victoria del modelo democrático y capitalista, consolidando el liderazgo de Estados Unidos y, en menor medida, de la Unión Europea. También impulsó el ascenso de nuevas potencias como China e India. La democracia, vista como un valor universal, pasó a ser la piedra angular de las estructuras políticas de muchos países.
La era ha estado dominada principalmente por el auge de la globalización (así como el nacionalismo y el populismo como reacción) posibilitado por la comercialización de Internet y el crecimiento del sistema de telefonía móvil. La ideología del posmodernismo y el relativismo cultural, según algunos estudiosos, ha reemplazado al modernismo y las nociones de progreso e ideología absolutos. La era de la posguerra fría ha permitido que se preste una atención renovada a cuestiones que fueron ignoradas durante la Guerra Fría, la cual ha allanado el camino para los movimientos nacionalistas y el internacionalismo. Después de las crisis nucleares de la Guerra Fría, muchas naciones encontraron necesario discutir una nueva forma de orden internacional e internacionalismo, donde los países cooperaban entre sí en lugar de utilizar tácticas de miedo nuclear.
Este período ha visto a Estados Unidos convertirse en el país más poderoso del mundo y el ascenso de China de un país en desarrollo relativamente débil a una superpotencia potencial incipiente. En respuesta al ascenso de China, Estados Unidos ha buscado estratégicamente «reequilibrar» la región de Asia-Pacífico. También ha visto la fusión de la mayor parte de Europa en una sola economía y un cambio de poder de las economías del G7 al más grande G20. Junto con la expansión de la OTAN, se instalaron sistemas de Defensa contra Misiles Balísticos (BMD) en Europa del Este. Estos marcaron pasos importantes en la globalización militar.
El fin de la Guerra Fría intensificó las esperanzas de incrementar la cooperación internacional y fortaleció las organizaciones internacionales enfocadas en abordar problemas globales. Esto ha allanado el camino para el establecimiento de acuerdos internacionales como la Organización para la Prohibición de Armas Químicas, la Declaración Universal de Derechos Humanos, la Convención para la Prevención y Sanción del Delito de Genocidio y el Acuerdo Climático de París. El ecologismo también se ha convertido en una preocupación principal en la era posterior a la Guerra Fría tras la circulación de pruebas ampliamente aceptadas de los efectos de la actividad humana en el clima de la Tierra. La misma conciencia elevada es aplicable también al terrorismo, debido en gran parte a los ataques del 11 de septiembre en los Estados Unidos y sus consecuencias globales.

## Antecedentes
A medida que la década de 1970 avanzaba, la economía de la Unión Soviética comenzó a enfrentar serios problemas. El sistema económico soviético, que se basaba en una planificación centralizada, ya había alcanzado sus límites. La falta de incentivos para la productividad y la ineficiencia del sistema de gestión pública hicieron que las reformas necesarias para mantener la competitividad y la sostenibilidad económica fueran casi imposibles de implementar. La estructura económica, que priorizaba la industria pesada y el sector militar, dejó a las necesidades de consumo de la población completamente desatendidas. A pesar de los esfuerzos por modernizar ciertas áreas, como la agricultura y la industria ligera, las carencias de bienes de consumo básicos como alimentos, ropa y electrodomésticos aumentaron, lo que originó un descontento social generalizado.

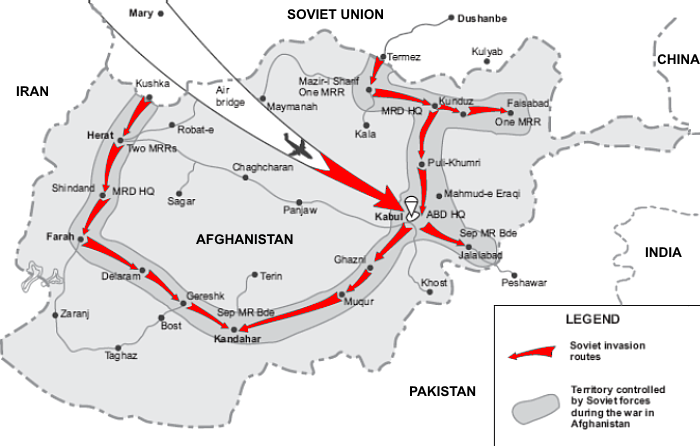
Mapa de la invasión soviética de Afganistán

El impacto de la carrera armamentista con los Estados Unidos también fue fundamental en la crisis económica de la URSS. En un intento de demostrar su superioridad ideológica y militar, la Unión Soviética invirtió masivamente en tecnología bélica, lo que agotó rápidamente los recursos del Estado. Las tensiones internacionales y la presión de competir con el sistema capitalista, especialmente en el ámbito militar, absorbieron una cantidad significativa de la producción nacional, mientras que sectores cruciales como la agricultura y el bienestar social quedaban relegados. En este contexto, los precios de los bienes básicos subieron y las condiciones de vida de los ciudadanos empeoraron, mientras que el sistema político soviético, que mantenía un control absoluto sobre la sociedad, no logró adaptarse a los nuevos tiempos.

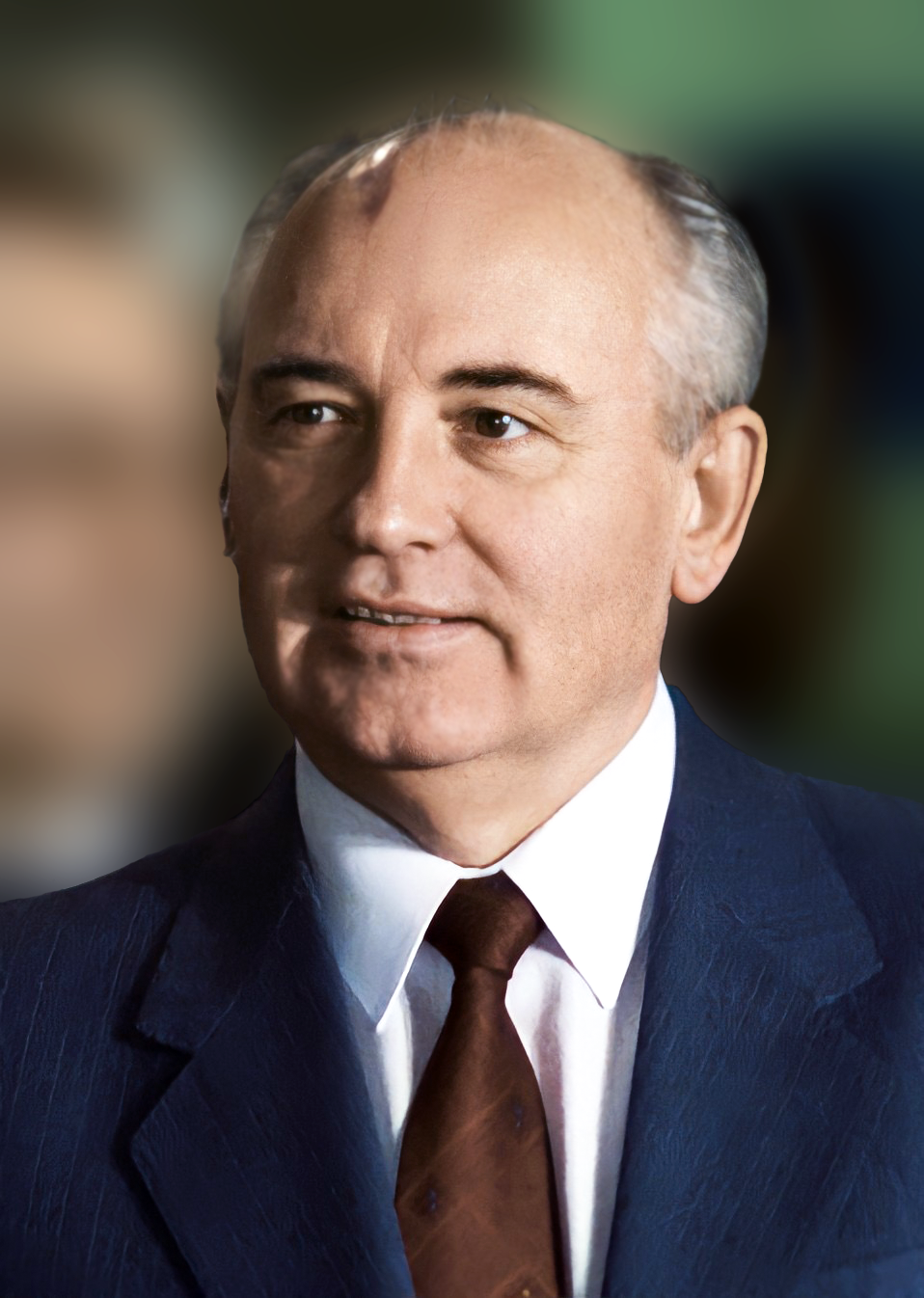
Mijaíl Gorbachov

En este panorama, la invasión soviética de Afganistán en 1979 marcó un punto crítico. Lo que comenzó como una intervención militar para apoyar al gobierno comunista afgano frente a la rebelión, se convirtió en un atolladero costoso y prolongado para la URSS. A lo largo de la década de 1980, la guerra en Afganistán resultó ser una pesadilla para la Unión Soviética, tanto en términos de recursos como en términos de imagen internacional. La presencia militar soviética en Afganistán atrajo críticas de todo el mundo y exacerbó las tensiones internas. Además de las bajas militares, el conflicto generó una creciente desaprobación entre la población soviética, que veía cómo los recursos que podrían haberse utilizado para mejorar sus condiciones de vida se desviaban hacia una guerra interminable y sin resultados claros.
El impacto de la invasión no se limitó a los frentes internos. Diplomáticamente, la intervención soviética en Afganistán desencadenó una fuerte condena internacional. A nivel global, muchos países vieron la invasión como una clara agresión imperialista de la URSS, lo que provocó el aislamiento de Moscú en la arena internacional. Uno de los episodios más destacados de este aislamiento fue el boicot a los Juegos Olímpicos de Moscú de 1980, en los que más de 60 países, encabezados por Estados Unidos, decidieron no participar en protesta por la invasión. Este boicot no solo afectó el prestigio de la URSS, sino que también debilitó su posición diplomática, al demostrar que su imagen internacional se había deteriorado a nivel global.
A medida que la década de 1980 avanzaba, el descontento social y político dentro de la URSS aumentaba. El control estricto del gobierno soviético sobre la sociedad y la represión de la disidencia ya no podían sofocar el malestar popular. Los movimientos de oposición se intensificaron y las demandas de libertad y democracia se hicieron más fuertes, alimentadas por la incapacidad del sistema soviético para proporcionar una vida digna a sus ciudadanos. La falta de reformas y la rigidez del sistema político resultaron ser factores que alimentaron el descontento tanto en las ciudades como en las áreas rurales. En este contexto, el líder soviético Mijaíl Gorbachov fue elegido en 1985 como secretario general del Partido Comunista, con la esperanza de llevar a cabo las reformas necesarias para revitalizar la economía y mejorar la imagen del país. Gorbachov reconoció que el sistema soviético necesitaba una reforma profunda para sobrevivir y lanzó una serie de reformas que terminarían desestabilizando aún más la situación.
Gorbachov introdujo dos iniciativas clave: la glásnost (apertura) y la perestroika (reestructuración). La glásnost permitió una mayor libertad de expresión y prensa, lo que permitió a los ciudadanos debatir más abiertamente sobre los problemas del sistema. Por su parte, la perestroika intentó reestructurar la economía soviética, promoviendo la descentralización de la toma de decisiones económicas y dando cierto grado de autonomía a las empresas estatales. Sin embargo, estas reformas desataron fuerzas que Gorbachov no pudo controlar. La glásnost permitió que los movimientos de disidencia se hicieran más visibles y audibles, mientras que la perestroika no logró solucionar los problemas estructurales de la economía, lo que solo generó más problemas.

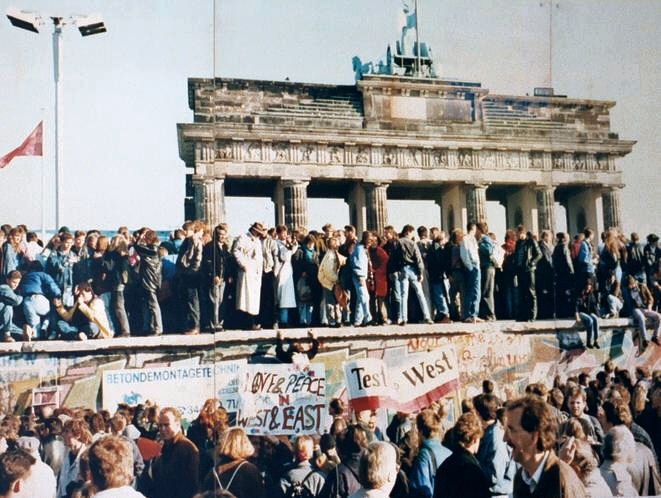
Caída del muro de Berlín, hecho que supuso la reunificación alemana y el inicio de la caída de la URSS

El periodo de reformas también coincidió con una creciente ola de movimientos de independencia en los países del bloque del Este. Las reformas de Gorbachov alentaron los movimientos de independencia en lugares como Polonia, Checoslovaquia, Hungría y Alemania Oriental. En 1989, una serie de protestas masivas y revoluciones pacíficas barrió Europa del Este, acabando con los regímenes comunistas que habían existido desde el final de la Segunda Guerra Mundial. El primer gobierno comunista en caer fue el de Polonia, seguido por otros países como Hungría, Checoslovaquia, Bulgaria y Rumanía. La caída del Muro de Berlín en noviembre de 1989 simbolizó el colapso definitivo del bloque del Este y el fin de la división de Europa. En ese contexto, el Pacto de Varsovia, la alianza militar creada por la URSS para contrarrestar la OTAN, se disolvió en 1991, perdiendo todo sentido después de la caída de los gobiernos comunistas en Europa.

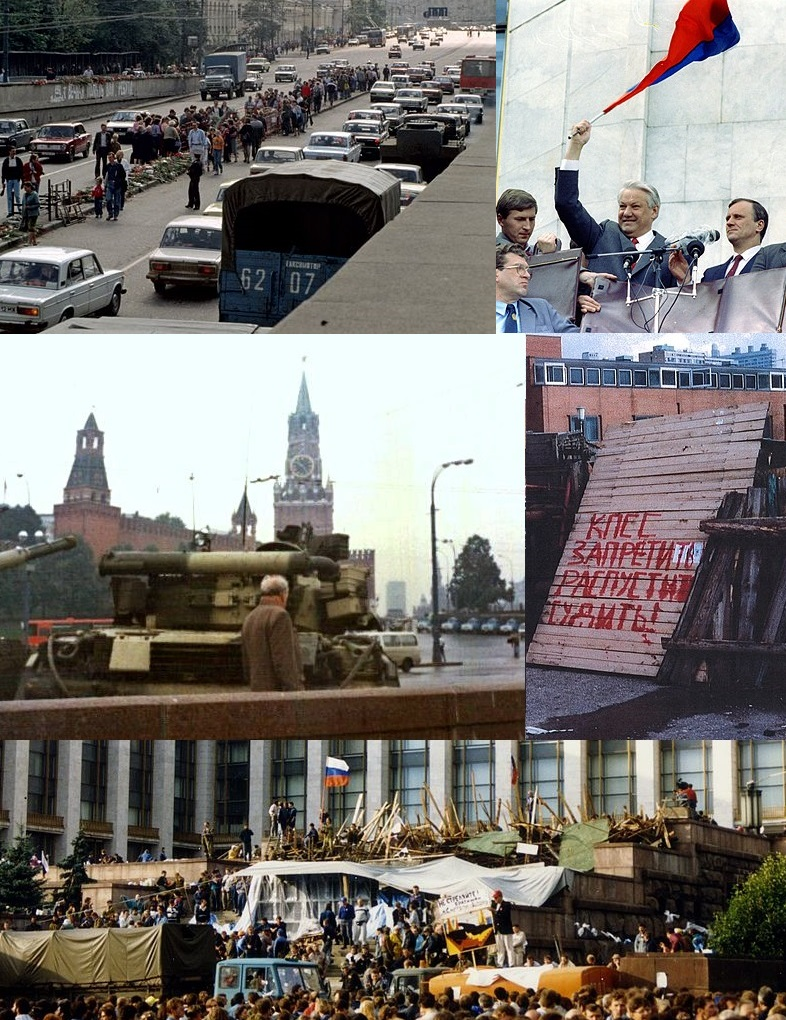
Intento de golpe de Estado en la Unión Soviética en 1991

En paralelo, dentro de la propia URSS, el nacionalismo y el separatismo aumentaron en las repúblicas soviéticas. Las tensiones entre las diferentes naciones que componían la Unión se intensificaron, y muchas de ellas comenzaron a exigir su independencia. A medida que la situación política y económica empeoraba, varias repúblicas soviéticas declararon su independencia en 1991, lo que aceleró la descomposición del régimen soviético. La presión por la independencia fue tal que, en agosto de 1991, un grupo de funcionarios del gobierno soviético de línea dura intentó un golpe de Estado para derrocar a Gorbachov y restaurar el control absoluto del Partido Comunista. El golpe fracasó, pero dejó a Gorbachov debilitado y aceleró aún más la desintegración del sistema soviético.
Finalmente, en diciembre de 1991, la Unión Soviética se disolvió formalmente. En ese momento, 15 repúblicas soviéticas se convirtieron en estados independientes, y la URSS dejó de existir como una entidad política. El colapso de la Unión Soviética marcó el fin de una era y el cierre definitivo de la Guerra Fría, dejando a los Estados Unidos como la única superpotencia global. Sin embargo, el vacío dejado por la URSS generó una serie de desafíos geopolíticos y económicos que aún hoy en día afectan a las antiguas repúblicas soviéticas y a la región en su conjunto. Las primeras repúblicas en proclamar su independencia fueron Lituania, Letonia, Estonia, seguida por Georgia, Armenia, Ucrania, Moldavia, Azerbaiyán, Uzbekistán, Turkmenistán, Kirguistán, Tayikistán, Bielorrusia, Kazajistán siendo este el último en declarar su independencia.
El historiador John Lewis Gaddis escribió en los albores de la Posguerra fría que las características de la nueva era aún no son seguras, pero es seguro que será muy diferente de la era de la Guerra Fría y significa que tuvo lugar un punto de inflexión de importancia histórica mundial:

Es probable que el nuevo mundo de la era posterior a la Guerra Fría tenga pocas, si es que tiene alguna, de estas características [de la Guerra Fría]: eso es una indicación de cuánto han cambiado las cosas desde que terminó la Guerra Fría. Estamos en uno de esos raros puntos de «puntuación» en la historia en el que los viejos patrones de estabilidad se han roto y aún no han surgido otros nuevos para ocupar su lugar. Los historiadores ciertamente considerarán los años 1989-1991 como un punto de inflexión comparable en importancia a los años 1789-1794, 1917-1918 o 1945-1947. Sin embargo, precisamente lo que ha «cambiado» es mucho menos seguro. Sabemos que se han producido una serie de terremotos geopolíticos, pero aún no está claro cómo estos trastornos han reordenado el paisaje que tenemos ante nosotros.

## Cambios políticos
La caída de la Unión Soviética y la disolución del bloque socialista tuvieron un impacto político global que cambió de manera profunda las dinámicas internacionales y nacionales en diversas regiones del mundo. Gran parte de la política y la infraestructura de Occidente y el Bloque del Este habían girado en torno a las ideologías capitalista y comunista, respectivamente, y la posibilidad de una guerra nuclear.

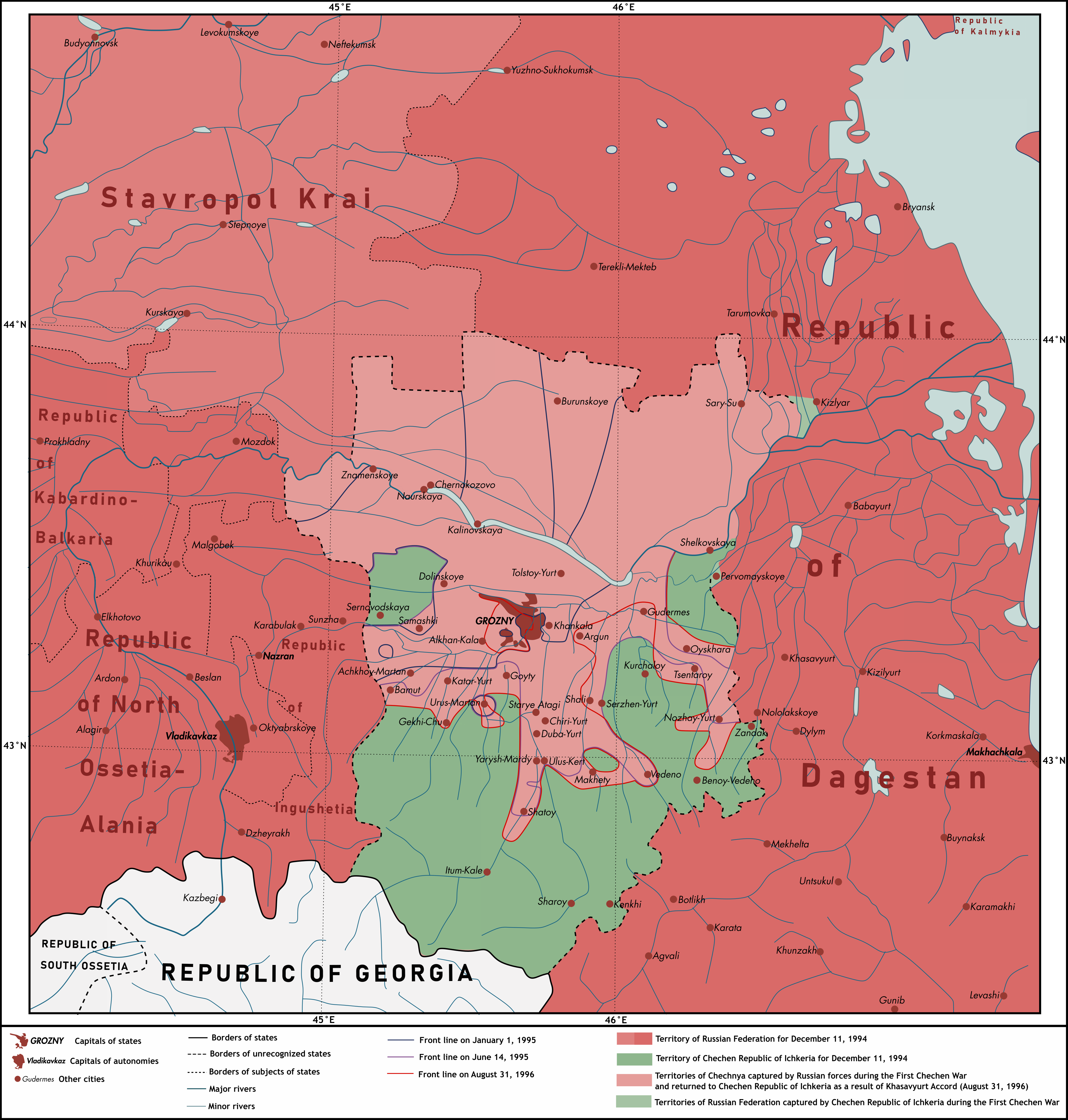
Invasión rusa de Chechenia durante la primera guerra chechena

Tras la disolución de la Unión Soviética, no solo las 15 repúblicas soviéticas lucharon por su independencia, sino también varios territorios que no tenían estatus de república, pero que buscaron su autodeterminación. Chechenia, en el Cáucaso, fue uno de los casos más destacados, con dos guerras contra Rusia entre 1994 y 2000, buscando separarse de la Federación Rusa. Artsaj (Nagorno-Karabaj), en la región del Cáucaso Sur, también declaró su independencia, lo que resultó en un largo conflicto con Azerbaiyán. Transnistria, una región en el este de Moldavia, proclamó su independencia en 1990, aunque nunca ha sido reconocida por la comunidad internacional, y Tartaristán, dentro de Rusia, intentó obtener mayor autonomía en los años 90, organizando incluso un referéndum sobre su independencia, aunque con escaso éxito. Estos territorios, que no formaban parte de las repúblicas soviéticas, vieron la oportunidad en el colapso de la URSS para reclamar su autonomía y, en algunos casos, independencia, pero sus esfuerzos fueron en su mayoría frustrados por los países cercanos, en especial Rusia, que no estaba dispuesta a permitir la fragmentación de su territorio.
Uno de los efectos más inmediatos fue el debilitamiento y la desaparición de muchos partidos comunistas y socialistas a nivel mundial, los cuales habían sido una fuerza dominante durante la Guerra Fría. La ideología comunista, que una vez fue la base de los sistemas políticos en gran parte de Europa del Este, Asia y otras partes del mundo, perdió su atractivo y apoyo. A medida que el régimen soviético colapsaba, países que se habían mantenido bajo regímenes comunistas comenzaron a reformarse y adaptarse a nuevos modelos democráticos y capitalistas.
Uno de los ejemplos más significativos de esta transformación fue el caso de Albania. Albania, que había sido uno de los últimos países en Europa en mantener un régimen comunista bajo la dictadura de Enver Hoxha, pasó por una serie de reformas en la década de 1990 que culminaron en la transición hacia un sistema democrático. Este cambio fue abrupto, ya que Albania, que había estado aislada durante mucho tiempo, se vio obligada a abrirse a nuevas influencias políticas y económicas. El colapso del régimen comunista llevó a una reforma política radical y al establecimiento de una democracia multipartidista, aunque los problemas económicos y sociales persistieron en el país durante años.
De manera similar, Mongolia también abandonó el socialismo en favor de un sistema democrático. La caída del muro de Berlín y el colapso de la Unión Soviética tuvieron un impacto directo en Mongolia, que hasta entonces había estado bajo el control del Partido Revolucionario del Pueblo de Mongolia, el cual era un aliado cercano de la Unión Soviética. En 1990, el país experimentó una serie de protestas que llevaron al derrocamiento del régimen comunista y al establecimiento de un sistema multipartidista, lo que representó un cambio significativo en la política de Asia Central.

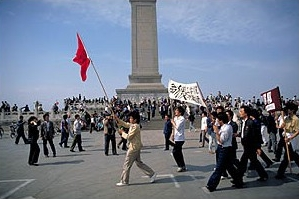
Protestas en la Plaza de Tianmén

En China, las tensiones políticas también se incrementaron, especialmente con las protestas en la Plaza Tiananmen en 1989. Aunque el régimen chino reprimió violentamente estas manifestaciones, los eventos reflejaron el creciente descontento popular con un sistema político autoritario y un control centralizado del poder. A pesar de la represión, la protesta en China se vio como un eco de los movimientos en Europa del Este, especialmente en el contexto de las manifestaciones durante el Otoño de las Naciones, donde en varias partes de Europa Central y Oriental los ciudadanos se levantaron contra el control soviético y los regímenes comunistas. Sin embargo, a pesar de la represión en 1989, China no abandonó su sistema comunista, sino que adoptó una apertura económica aún más profunda, acercándose al capitalismo en la década de 1990 bajo la dirección de Deng Xiaoping. La transición hacia un mercado libre en China resultó en un crecimiento económico significativo, pero sin ceder al pluralismo político. La represión continuó, pero el país comenzó a experimentar una transformación económica que lo consolidó como una de las potencias económicas más importantes del mundo en las décadas siguientes. McDonald's y Pizza Hut ingresaron al país en la segunda mitad de 1990, las primeras cadenas estadounidenses en China, además de Kentucky Fried Chicken, que había ingresado 3 años antes en 1987. Se establecieron mercados de valores en Shenzhen y Shanghái también a finales de 1990. Las restricciones a la propiedad de automóviles se relajaron a principios de la década de 1990, lo que provocó que la bicicleta disminuya como forma de transporte en 2000. El paso al capitalismo ha aumentado la prosperidad económica de China, pero mucha gente todavía vive en malas condiciones, trabajando para empresas por muy poco salario y en condiciones penosas y peligrosas.

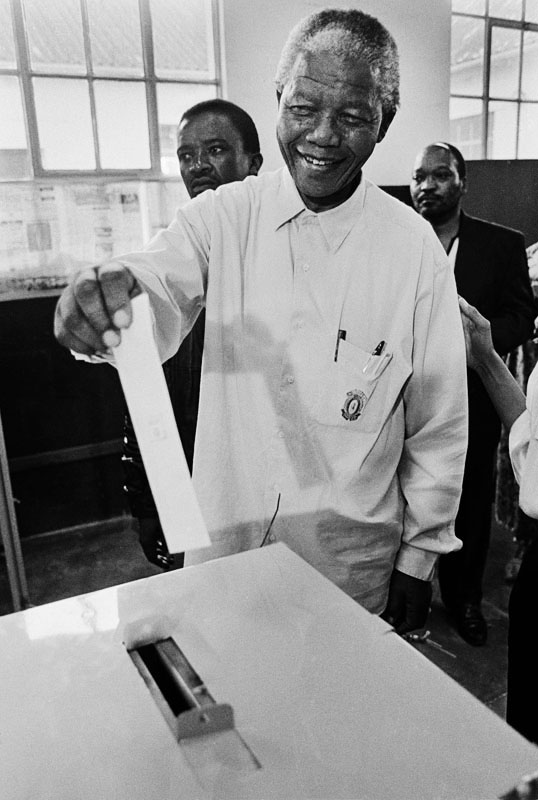
Nelson Mandela emitiendo su voto en las Elecciones sudafricanas de 1994

El colapso de los regímenes comunistas en Europa del Este también se vinculó con el fin del apartheid en Sudáfrica. A medida que las tensiones de la Guerra Fría disminuían, el régimen del apartheid perdió el apoyo que había recibido de las potencias occidentales, que lo habían considerado un aliado en la lucha contra el comunismo. A partir de 1989, se intensificó la presión internacional sobre Sudáfrica, y en 1990, Nelson Mandela fue liberado de prisión tras haber pasado 27 años encarcelado. El proceso de transición hacia una democracia multirracial en Sudáfrica culminó en 1994 con las primeras elecciones libres del país, lo que significó el fin del apartheid y el establecimiento de un gobierno democrático bajo la presidencia de Mandela.
Por otro lado, en Europa Occidental, y particularmente en los países escandinavos, el impacto de la caída del socialismo fue igualmente significativo. Aunque las naciones escandinavas, como Suecia, Noruega y Dinamarca, seguían siendo democracias consolidadas, el colapso del socialismo y el fin de la Guerra Fría impulsaron un giro hacia políticas más neoliberales. En la década de 1990, estos países comenzaron a privatizar muchos de los servicios públicos y a liberalizar sus economías. Este cambio reflejó una transformación hacia el libre mercado, en línea con las tendencias globales promovidas por las naciones más poderosas, especialmente Estados Unidos. Aunque los países escandinavos aún mantuvieron un modelo socialdemócrata en muchos aspectos, la privatización y la adopción de políticas de mercado libre alteraron las dinámicas de bienestar social que habían caracterizado a la región durante gran parte del siglo XX.
Con la caída del bloque socialista, Estados Unidos emergió como la única superpotencia mundial, lo que le permitió consolidar su dominio político y económico a nivel global. La derrota del comunismo y la consolidación del capitalismo fueron vistos como una victoria ideológica para Occidente, y Estados Unidos aprovechó esta situación para reforzar su liderazgo en el nuevo orden mundial. Esta victoria ideológica permitió a Estados Unidos imponer su modelo económico y político, promoviendo la democracia y el libre mercado a través de organizaciones internacionales como el Fondo Monetario Internacional (FMI) y el Banco Mundial. A su vez, los países que antes se alineaban con la URSS comenzaron a adoptar sistemas democráticos y capitalistas, lo que les permitió acceder al comercio global y beneficiarse de la interconexión económica que se expandió durante este período.

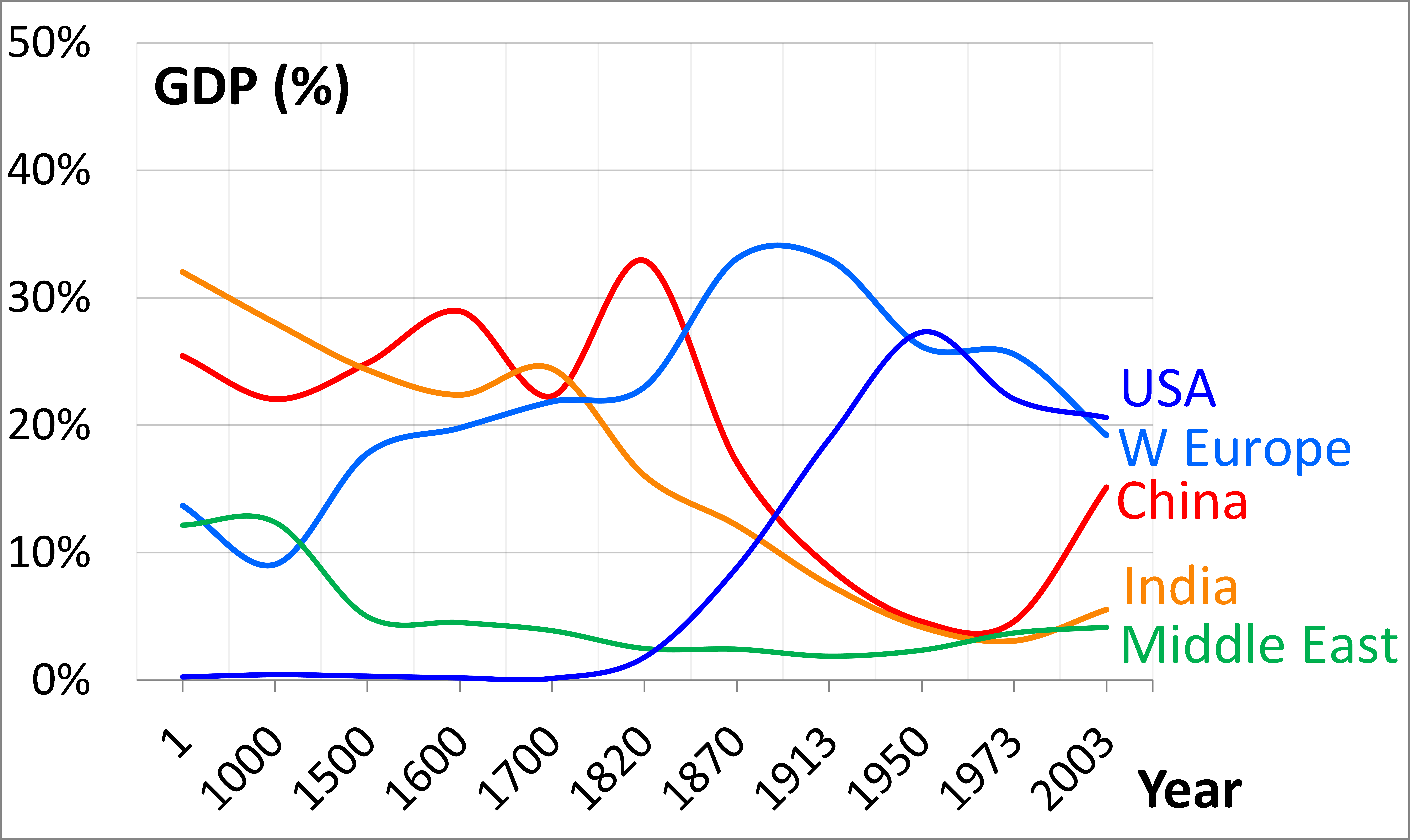
La contribución global al PIB mundial de las principales economías desde el año 1 hasta el año 2003. según las estimaciones de Angus Maddison. Podemos observar el reciente crecimiento económico de China.

Sin embargo, esta hegemonía de Estados Unidos no estuvo exenta de desafíos. A medida que países como China, India y Japón comenzaron a desarrollarse y a adquirir más poder en la política internacional, la estabilidad de un sistema unipolar comenzó a estar en cuestión. Aunque Estados Unidos seguía siendo la potencia más dominante, la posibilidad de un mundo multipolar emergió con el tiempo. Las economías de China e India crecieron significativamente, y las tensiones geopolíticas aumentaron, especialmente en relación con el acceso a los recursos naturales y las rutas comerciales.
Además, la desintegración de la Unión Soviética y el fin de la Guerra Fría abrieron un nuevo espacio para que muchas regiones que anteriormente se habían visto atrapadas en la competencia ideológica entre las superpotencias resolvieran sus propios conflictos políticos. Muchos países del Tercer Mundo que habían estado involucrados en las luchas proxy de la Guerra Fría, donde los intereses de Estados Unidos y la URSS competían, pudieron finalmente resolver sus disputas sin la intervención de las grandes potencias. Esta evolución, sin embargo, no estuvo exenta de problemas. La eliminación de los intereses ideológicos de las superpotencias no significó la paz inmediata, ya que muchos de estos países, como El Salvador o Argentina, continuaron enfrentando conflictos internos y violaciones de derechos humanos, aunque ahora con una menor influencia directa de las superpotencias.

## Avances científicos

### Tecnología
El final de la Guerra Fría permitió que muchas tecnologías que antes estaban fuera del alcance del público fueran desclasificadas. La más importante de dichas tecnologías fue Internet, que fue creado como ARPANET por el Pentágono como un sistema para mantenerse en contacto después de una guerra nuclear inminente. Las últimas restricciones a las empresas comerciales en línea se levantaron en 1995.
En las aproximadamente dos décadas transcurridas desde entonces, la población y la utilidad de Internet crecieron enormemente. Solo alrededor de 20 millones de personas (menos del 0,5 por ciento de la población mundial en ese momento) estaban en línea en 1995, principalmente en los Estados Unidos y varios otros países occidentales. A mediados de la década de 2010, más de un tercio de la población mundial estaba en línea.